# Сарни (Люблінське воєводство)
Сарни (пол. Sarny) — село в Польщі, у гміні Уленж Рицького повіту Люблінського воєводства.
Населення — 278 осіб (2011).
У 1975-1998 роках село належало до Люблінського воєводства.

## Демографія
Демографічна структура станом на 31 березня 2011 року:
|          | Загалом | Допрацездатний вік | Працездатний вік | Постпрацездатний вік |
| -------- | ------- | ------------------ | ---------------- | -------------------- |
| Чоловіки | 149     | 39                 | 95               | 15                   |
| Жінки    | 129     | 27                 | 73               | 29                   |
| Разом    | 278     | 66                 | 168              | 44                   |